# Gaston Poulain
Gaston Élie Poulain PSS (* 19. Juli 1927 in Truttemer-le-Grand; † 24. Oktober 2015 in Caen) war Bischof von Périgueux.

## Leben
Gaston Élie Poulain trat der Ordensgemeinschaft der Sulpizianer bei und empfing am 8. Dezember 1951 die Priesterweihe. Johannes Paul II. ernannte ihn am 24. August 1985 zum Koadjutorbischof von Périgueux. 
Der Erzbischof von Lyon Albert Florent Augustin Kardinal Decourtray weihte ihn am 3. November desselben Jahres zum Bischof; Mitkonsekratoren waren Jacques-Julien-Émile Patria, Bischof von Périgueux, und Jean-Marie-Clément Badré, Bischof von Bayeux.
Nach dem Rücktritt Jacques-Julien-Émile Patrias folgte er ihm am 15. Oktober 1988 als Bischof von Périgueux nach. Am 5. März 2004 nahm Papst Johannes Paul II. sein altersbedingtes Rücktrittsgesuch an.